# Boys & Girls (WEAVERの曲)
「Boys & Girls」（ボーイズアンドガールズ）は、WEAVERの楽曲。同バンド6枚目のシングルとして、2015年10月7日にA-Sketchから発売された。

## 概要
くちづけDiamondに続いて、2015年第二弾のシングルとされている。

## 初回盤プレス
- 「Boys & Girls」オリジナル・ラバーバンド

## 収録内容

### CD
1. Boys & Girls 
PVが製作された。河野圭とタッグを組んだ楽曲とされている。WEAVERの新たなライブアンセムとされた。
2. Door 
昨年の全国ツアーで披露されていた。
3. Happiness 〜ふたりは今も〜 
ベースの奥野が作曲し、杉本と共にボーカルを務めた。
4. Boys & Girls（Instrumental）